# Stamboom Louise van Nassau-Weilburg
| Stamboom Wilhelmina Louise van Nassau-Weilburg (1765-1837) | Stamboom Wilhelmina Louise van Nassau-Weilburg (1765-1837)                                           | Stamboom Wilhelmina Louise van Nassau-Weilburg (1765-1837)                                           | Stamboom Wilhelmina Louise van Nassau-Weilburg (1765-1837)                                     | Stamboom Wilhelmina Louise van Nassau-Weilburg (1765-1837)                                     |
| ---------------------------------------------------------- | --- | --- | ---------------------------------------------------------------------------------------------- | ---------------------------------------------------------------------------------------------- |
| Grootouders                                                | Karel August van Nassau-Weilburg (1685-1753) x 1723 Augusta Frederika van Nassau-Idstein (1699-1750) | Karel August van Nassau-Weilburg (1685-1753) x 1723 Augusta Frederika van Nassau-Idstein (1699-1750) | Willem IV van Oranje-Nassau (1711-1751) x 1734 Anna van Hannover (1709-1759)                   | Willem IV van Oranje-Nassau (1711-1751) x 1734 Anna van Hannover (1709-1759)                   |
| Ouders                                                     | Karel Christiaan van Nassau-Weilburg (1735-1788) x 1760 Carolina van Oranje-Nassau (1743-1787)       | Karel Christiaan van Nassau-Weilburg (1735-1788) x 1760 Carolina van Oranje-Nassau (1743-1787)       | Karel Christiaan van Nassau-Weilburg (1735-1788) x 1760 Carolina van Oranje-Nassau (1743-1787) | Karel Christiaan van Nassau-Weilburg (1735-1788) x 1760 Carolina van Oranje-Nassau (1743-1787) |
| Wilhelmina Louise van Nassau-Weilburg (1765-1837)          | | |                                                                                                |                                                                                                |
| Gehuwd met                                                 | x 1786 Hendrik XIII Reuß (Oudere Linie) (1747-1817)                                                  | x 1786 Hendrik XIII Reuß (Oudere Linie) (1747-1817)                                                  | x 1786 Hendrik XIII Reuß (Oudere Linie) (1747-1817)                                            | x 1786 Hendrik XIII Reuß (Oudere Linie) (1747-1817)                                            |
| Kinderen                                                   | Hendrik XVIII (1787-1787)                                                                            | Dochter (1788-1788)                                                                                  | Hendrik XIX (1790-1836)                                                                        | Hendrik XX (1794-1859)                                                                         |